# Dipoena rita
Dipoena rita là một loài nhện trong họ Theridiidae.
Loài này thuộc chi Dipoena. Dipoena rita được Herbert Walter Levi miêu tả năm 1953.